# Jodie Sweetin
Jodie Lee Ann Sweetin, est une actrice américaine née le 19 janvier 1982 à Los Angeles (Californie).
De 1987 à 1995, l'actrice se fait connaître du grand public, grâce à son rôle de Stephanie Tanner dans la sitcom américaine La Fête à la maison puis dans la suite de 2016, La Fête à la maison : 20 ans après.

## Biographie

### Carrière
Elle a fait ses premiers pas dans le show-business en faisant une publicité à la télévision pour les hot dogs d'Oscar Mayer quand elle avait juste quatre ans. Son premier rôle a été dans Valérie (sitcom) en 1987, où elle a joué Pamela, la nièce de Mme Poole. On peut la voir dans le Mickey Mouse Club en 1992 aux côtés d'une certaine Britney Spears. Elle a également été la voix de Sally Brown dans It's Christmastime Again, Charlie Brown. Son aptitude de comédienne et son sourire ont attiré l'attention de Jeff Franklin, qui a créé une nouvelle sitcom qui est en fin de compte devenue La Fête à la maison. Elle a eu le rôle de Stephanie Tanner, et a été présente dans la série durant tout son tournage jusqu'à la fin de la série en 1995.
Elle a de temps en temps été invitée à faire des apparitions dans des émissions de télévision populaires, y compris Salut les frangins, La Vie à cinq, et Oui, chérie !. Elle a aussi fait des publicités pour Cheerios, Kooshlings, Disneyland, et SeaWorld.
En 2016, elle participe à la 22e saison de Dancing with the Stars.
De 2016 à 2020, elle est de retour dans le rôle de Stephanie Tanner, dans La Fête à la maison : 20 ans après, diffusée sur Netflix. Les derniers épisodes de la série sont diffusés en juin 2020 au terme de la 5e saison.
En 2022, elle est l'héroine du téléfilm A Cozy Christmass Inn aux cotés de Vivica A. Fox, qui est très attendu en diffusion française par les fans.

### Vie privée
Elle a été adoptée et sa famille biologique avait des problèmes liés à la dépendance .
Après la fin de La Fête à la maison, elle a fait une pause dans sa carrière d'actrice et a essayé d'être une adolescente « normale ». Elle a été diplômée de l'école secondaire de Los Alamitos High School en 1999, puis elle est allée à l'université Chapman au sud de la Californie de 1999 à 2003. Elle s'est spécialisée en communication de masse et a projeté une carrière de show-business en tant que professeur temporaire. Elle a fait partie d'une sororité Alpha Phi durant ses années à l'université.
Peu de temps après s'être mariée, Jodie a commencé à prendre de la méthamphétamine. Sa dépendance a duré pendant un peu plus de deux ans, et ses amis, sa famille, et son mari l'ignoraient. En mars 2005, après avoir été aux urgences, elle est de son plein gré entrée en désintoxication. « One minute, everyone loves you, everyone wants you, you're it » (« La minute d'avant, tout le monde vous aime, tout le monde vous veut, vous êtes incontournable »), a dit Sweetin. « And the next minute, they're like, 'Who? Oh no, never mind. » (« Et la minute d'après, les gens sont là : 'Qui ? Oh non, ça ne fait rien'. »).
En février 2006, elle a fait une apparition dans l'émission de télévision Good Morning America pour annoncer publiquement sa dépendance , mentionnant que cinq de ses dents s'étaient décomposées. Elle a aussi démenti les reportages des tabloïds sur sa three-day bender (« beuverie de trois jours ») et une intervention légale de ses anciens camarades de la distribution de La Fête à la maison. Elle a aussi annoncé que son mari a déposé une requête pour divorce du fait que sa dépendance a mis son statut d'officier de police en péril. Le divorce a été mené à terme plus tard cette même année.
À présent sobre, elle a exprimé son désir de redevenir actrice dans des films ou à la télévision. De juillet 2006 à 2007, elle a présenté la seconde saison de Pants-Off Dance-Off, un concours de danse classifié TV-14 aux États-Unis sur Fuse TV.
Divorcée 3 fois, elle a eu 2 filles.
Elle s'est remariée pour la 4ème fois le 30 juillet 2022.

## Filmographie

### Cinéma
- 2006 : Farce of the Penguins : He's so gross Penguin (voix)
- 2008 : Small bits of Happiness : Margaret Williams
- 2009 : Port City : Nancy
- 2009 : Redefining Love : Ally
- 2013 : Le Procès du père Noël (Defending Santa) : Beth
- 2015 : Walt avant Mickey (Walt Before Mickey) : Charlotte Disney

### Télévision
- 1987 : Valérie (sitcom) (The Hogan Family) (série télévisée) : Pamela Poole
- 1987-1995 : La Fête à la maison (Full House) (série télévisée) : Stephanie Judith Tanner
- 1990 : ABC TGIF (série télévisée) : Steph
- 1996 : Salut les frangins (Brotherly Love) (série télévisée) : Lydia Lump
- 1999 : La Vie à cinq (Party of Five) (série télévisée) : Rhiannon Marcus
- 2003 : Oui, chérie ! (Yes, Dear) (série télévisée) : Maryanne
- 2011 : Can't Get Arrested (série télévisée) : Jodie
- 2012 : Singled Out (Téléfilm) : Leia
- 2016-2020 : La Fête à la maison : 20 ans après (Fuller House) (série télévisée) : Stéphanie Tanner
- 2017 : Comment trouver l'amour à la Saint Valentin (My Perfect Romance ) (Téléfilm) : Michelle Blair
- 2017 : A la recherche d'un Père Noël (Finding Santa) (Téléfilm) : Grace Long
- 2017-2018 : Hollywood Darlings (Série TV) : Jodie
- 2018 : Strange Ones (Série TV) : Michelle
- 2018 : Un Noël sous les projecteurs (Entertaining Christmas) (Téléfilm) : Candace Livingstone
- 2019 : Une romance de Noël en sucre d'orge (Merry & Bright) (Téléfilm) : Cate Merriwether
- 2019 : Réunis par le destin (Love Under the Rainbow) (Téléfilm) : Lucy
- 2022 : Un Noël de rêve en Suisse (Merry Swissmas) (téléfilm) : Alex
- 2022 : A Cozy Christmas Inn (téléfilm) : Erika McNicoll

## Distinctions
| Année | Cérémonie           | Titre                                            | Nomination          | Résultat |
| ----- | ------------------- | ------------------------------------------------ | ------------------- | -------- |
| 1990  | Young Artist Awards | Meilleure jeune actrice dans une série télévisée | La Fête à la maison | Lauréat  |